# كأس جبل طارق لكرة القدم 2016
كأس جبل طارق لكرة القدم 2016 هو الموسم 55 من كأس جبل طارق لكرة القدم. أشرف على تنظيمه اتحاد جبل طارق لكرة القدم، وكان عدد الأندية المشاركة فيه 22، وفاز فيه نادي لينكولن ريد إيمبس.

## النهائي
| نادي لينكولن ريد إيمبس               | 2–0 | نادي أوروبا |
| ------------------------------------ | --- | ----------- |
| جوزيف تشيبولينا 75' · ليام والكر 85' |     |             |